# Hayat Toubal
Pour les articles homonymes, voir Toubal.
Hayat Toubal, née en 1985, est une joueuse algérienne d'échecs.

## Biographie
Hayat Toubal est médaillée d'argent en blitz individuel féminin aux Jeux africains de 2007 à Alger. Elle est deuxième du Championnat arabe d'échecs en 2006 et 2007 ainsi que du Championnat d'Afrique d'échecs en 2017.